# Ramathibodi II
Re Ramathibodi II, (in lingua thai: สมเด็จพระรามาธิบดีที่ 2), conosciuto anche come Jettathirat (สมเด็จพระเชษฐาธิราช) (Phitsanulok, 1472 – Ayutthaya, luglio 1529), è stato il decimo sovrano del Regno di Ayutthaya, fondato nel 1350 da Ramathibodi I nell'odierna Thailandia.
Fu acclamato re nel 1491 alla morte del fratello e predecessore Borommaracha III, di cui era diventato viceré quando questi era salito al trono nel 1488, alla morte del padre Trailokanat. Ramathibodi II è passato alla storia per essere stato il primo monarca siamese a stabilire scambi commerciali con l'occidente e per aver promulgato la legge che introdusse le corvée per i civili non appartenenti all'aristocrazia. Si distinse anche in campo militare infliggendo, probabilmente con l'aiuto delle armi introdotte in Siam dai portoghesi, la prima grande sconfitta al Regno Lanna, che da oltre un secolo si disputava con Ayutthaya la supremazia nella regione.

## Biografia

### Il regno del padre
Nacque come principe Jetta ed era figlio di Trailokanat, considerato uno dei più importanti sovrani di Ayutthaya per aver ammodernato la struttura dello Stato. Al pari del padre, era figlio di una principessa del Regno di Sukhothai ed entrambi, prima di diventare sovrani di Ayutthaya, furono incoronati re di Sukhothai. Con l'ascesa al trono di Ayutthaya di Trailokanat, nel 1448, era stato quindi annesso il Regno di Sukhothai, che dal 1368 era diventato vassallo di Ayutthaya ed aveva spostato la capitale nella vicina Phitsanulok. Il nuovo re si era distinto in campo religioso, promuovendo la diffusione del Buddhismo Theravada e facendo erigere nuovi templi, ma passò alla storia soprattutto per l'insieme di leggi che cambiarono il volto del regno, le più importanti delle quali furono le seguenti:
- La riforma burocratica, con la separazione tra l'amministrazione militare e quella civile allo scopo di esercitare un maggiore controllo sulle province, fino ad allora dotate di ampia autonomia di governo sui propri territori Fu abbozzato uno Stato centralizzato istituendo la figura del Kalahom (กลาโหม), a cui fu demandata l'organizzazione dell'esercito, e quella del Mahatthai (มหาดไทย), una sorta di primo ministro incaricato di organizzare i dipartimenti del governo provinciale di Ayutthaya, delle Finanze, dell'Agricoltura e della Casa Reale. Quest'ultimo dipartimento era responsabile della gestione degli affari relativi al palazzo reale e della Giustizia.[1]
- La legge chiamata Sakdina (ศักดินา), letteralmente 'autorità dei campi', che definì il sistema di attribuzione e suddivisione delle terre e la scala gerarchica dei vari titoli nobiliari siamesi. Più importante era il rango nobiliare e maggiore era la quantità di terra assegnata.[1]
- La legge del palazzo reale (Monthien Ban) codificò il rango dei membri della casa reale di Ayutthaya, dei dignitari di corte e dei sovrani vassalli del regno. Stabilì inoltre le procedure delle cerimonie di corte, i giorni di festa nazionale e le pene da infliggere a chi commetteva il reato di lesa maestà.[1]

### Re di Sukhothai e viceré del regno
Al tempo di Trailokanat vi furono cinque guerre tra Ayutthaya e Lanna, che contraddistinsero l'intera durata del suo regno. La prima ebbe luogo nel 1451 e fruttò al re di Lanna Tilokarat la conquista di Kamphaeng Phet. La seconda fu combattuta nel 1461 e le armate di Chiang Mai presero Sukhothai, che fu riconquistata dai siamesi l'anno successivo, mentre la vicina Sawankhalok rimase per diversi anni in mano al Regno Lanna. Per fronteggiare meglio la crescente minaccia proveniente da nord, Trailokanat spostò nel 1463 la capitale del regno a Phitsanulok, vicina ai confini tra i due Stati, e affidò il rango di viceré e la reggenza di Ayutthaya al primogenito Borommaracha.
Quello stesso anno ci fu la terza invasione delle truppe lanna, l'esercito di Phitsanulok costrinse alla fuga ed inseguì gli invasori fino alle porte di Chiang Mai, dove ebbe luogo una battaglia in cui morì Intharacha, fratello minore di Borommaracha. Nel 1472 nacque Jetta e nel 1474 scoppiò il quarto conflitto con Chiang Mai, alla fine del quale i confini erano tornati gli stessi di 23 anni prima. Nel 1484, Trailokanat nominò Jetta viceré (Maha Uparat) di Phitsanulok. Le ostilità con il Regno Lanna ripresero nel 1486 e si conclusero senza vinti né vincitori. Nel 1488 Trailokanat morì e gli succedette Borommaracha, che ascese al trono come Borommaracha III e riportò la capitale ad Ayutthaya, mentre Jetta rimase a Phitsanulok con il titolo di re di Sukhothai e Maha Uparat del regno.

### Ascesa al trono di Ayutthaya
Borommaracha III regnò per soli tre anni, nel corso dei quali non si registrarono eventi di particolare importanza. Alla sua morte, nel 1491, salì al trono di Ayutthaya Jetta, che prese il nome regale Ramathibodi II. Fece subito erigere due chedi nel Wat Phra Sri Sanphet, importante complesso templare fatto costruire dal padre, all'interno dei quali furono poste le ceneri di Trailokanat e Borommaracha III.
Ramathibodi II fu un fervente buddhista e, nel 1499, fece costruire un'enorme statua del Buddha in posizione eretta, alta quasi 15 metri, con un basamento di 7,5 metri e completamente rivestita da lamelle d'oro che pesavano in totale circa 800 libbre. Considerata la più grande statua del Buddha mai esistita, sarebbe stata distrutta dai birmani quando rasero al suolo Ayutthaya nel 1767. Il re Rama I (regno dal 1782 al 1809), fondatore della dinastia Chakri che tuttora regna in Thailandia, provò invano a farla riparare e finì per seppellirne i frammenti nella terra su cui fece costruire l'odierno Wat Pho di Bangkok.

### Guerre con Lanna
I conflitti con Lanna ripresero nel 1492, il casus belli fu il furto a Chiang Mai di una sacra statua in cristallo del Buddha che, secondo la tradizione locale, era appartenuta alla leggendaria sovrana Jamadevi del Regno di Hariphunchai, vissuta nell'VIII secolo, ed era stata portata a Chiang Mai da re Mangrai quando aveva sottomesso l'odierna Lamphun nel XIII secolo. L'autore del furto era stato il principe siamese Suriwong che, dopo essersi fatto monaco nella capitale Lanna, si fece affidare la statua e la spedì segretamente ad Ayutthaya. Il re lanna Yot, nipote e successore del grande sovrano Tilokaraj, invase il Siam e si fece riconsegnare la statua. Tale evento non è stato registrato negli annali siamesi, e alcuni storici ritengono inverosimile che l'armata lanna abbia potuto raggiungere Ayutthaya.
Una nuova guerra tra i due regni ebbe luogo nel 1507, quando una nuova invasione di Ayutthaya fu ordinata dal re Ratana, figlio e successore di Yot, deposto nel 1495. Le truppe di Chiang Mai furono costrette a ritirarsi dopo una sanguinosa battaglia e, nei tre anni seguenti, vi furono due invasioni siamesi nel Regno Lanna, entrambe respinte.

### Primi europei nel Siam
Nel 1498, l'esploratore portoghese Vasco da Gama era giunto in India dopo aver doppiato il Capo di Buona Speranza. Negli anni che seguirono, le armate di Manuele I del Portogallo si erano impossessate di larghi tratti di costa della penisola indiana e, nel 1509, rivolsero le attenzioni più ad est. Fu in quell'anno che 4 navi comandate da Diogo Lopes de Sequeira arrivarono a Malacca, a quel tempo tributaria di Ayutthaya, cercando di iniziare scambi commerciali. Dopo alcuni scontri con la popolazione locale, i portoghesi dovettero fuggire ma tornarono nel 1511 con 18 navi e 1100 uomini al comando del famoso Afonso de Albuquerque, viceré dell'India portoghese, che conquistò la città costringendo alla fuga le truppe malesi.
Attorno al 1500, Ramathibodi II diede ordine all'alleato re di Nakhon Si Thammarat di inviare truppe contro i ribelli malesi di Pahang, che per i successivi 30 anni avrebbero versato tributi ad Ayutthaya. Quando Afonso venne a sapere dei diritti di Ayutthaya su Malacca, mandò un'ambasciata nella capitale siamese che fu ricevuta cordialmente da Ramathibodi II, il quale non protestò per la perdita del vassallaggio malese, temendo che un eventuale conflitto con i portoghesi avrebbe indebolito l'esercito, costantemente impegnato ai confini settentrionali dalle truppe di Lanna. Furono i membri di questa ambasciata portoghese guidata da Duarte Fernandes i primi europei a giungere ad Ayutthaya, negli anni successivi ne arrivarono altre e nel 1516 fu stipulato un trattato che consentiva ai portoghesi di aprire uffici commerciali ad Ayutthaya, Mergui, Tenasserim, Pattani e Nakhon Si Thammarat. L'apertura agli scambi commerciali con l'occidente sarebbe stata in seguito mantenuta da tutti i sovrani che succedettero a Ramathibodi II.
Il sovrano si distinse anche per la tolleranza religiosa nei confronti degli europei, permettendo al capo-delegazione Duarte Coelho di far porre un grande crocifisso in legno in centro ad Ayutthaya. Il Siam fu in quel periodo di esempio a molti Paesi occidentali, dove in nome di Dio furono commesse stragi di grandi proporzioni contro i membri di altre religioni, chiamati infedeli. Venne stipulato un trattato con cui i portoghesi si impegnarono a rifornire Ayutthaya di armi e munizioni. In breve si formò nella capitale una colonia di 300 residenti portoghesi, che sarebbero aumentati negli anni successivi. In questo periodo i portoghesi introdussero in Siam anche l'archibugio.

### Ripresa dei conflitti con Lanna
Nel periodo in cui nacquero gli scambi commerciali con i portoghesi, ripresero gli scontri con Lanna dopo qualche anno di tregua. Nel 1513, le incursioni a Kamphaeng Phet e Sukhothai consentirono agli invasori lanna di allontanarsi con prigionieri, armi ed elefanti. Due anni dopo le stesse città caddero nelle mani dell'esercito di Chiang Mai, ma questa volta la reazione di Ayutthaya ebbe grande successo. Dopo aver costretto alla fuga gli invasori, l'esercito comandato da Ramathibodi II e dai figli Athittayawong e Ek inseguì i fuggitivi fino alle mura dell'odierna Lampang dove, al termine di un'aspra battaglia, la città fu espugnata dai siamesi. Dal 1390, anno in cui ebbe luogo il primo conflitto tra i due Stati, fu questa la vittoria più significativa di Ayutthaya sui tradizionali rivali.

### Riorganizzazione dell'esercito
Nel 1518, Ramathibodi II introdusse una legge che riformò sia il servizio di leva militare che altri servizi da svolgere per lo Stato. Fino ad allora, vigeva nel Paese l'antica usanza secondo la quale tutti i maschi avevano l'obbligo di prestare servizio militare. La nuova legge creò la divisione militare e la sub-divisione: la prima era riservata a coloro i quali erano chiamati a svolgere il servizio militare, mentre la seconda introdusse diversi tipi di corvée per i cittadini che ne erano dispensati. Tale sistema sarebbe rimasto in vigore fino al regno di Rama V (dal 1868 al 1910), che promulgò una legge basata su modelli europei di quel tempo e che eliminò l'obbligo delle corvée. Durante il regno di Ramathibodi venne anche pubblicato un libro sulle tecniche militari, del quale non è rimasta alcuna traccia.

### Gli ultimi anni
Nel 1524 fu scoperto un complotto, che portò all'esecuzione di diversi ufficiali. Nel 1526 il Paese fu in difficoltà per una grave carestia. In quello stesso anno, il primogenito del sovrano, principe Athittayawong, fu nominato re di Sukhothai ed erede al trono; con il titolo di Maha Uparat (viceré), si trasferì a Phitsanulok. Ramathibodi II morì improvvisamente nel luglio del 1529 e gli succedette il figlio Athittayawong, che salì al trono con il nome regale Borommaracha IV.

### Crisi dinastica dopo la morte di Ramathibodi
Negli anni successivi la dinastia avrebbe attraversato un grave periodo di crisi e si sarebbero alternati altri sette sovrani, di cui quattro furono assassinati. Borommaracha IV morì di vaiolo nel 1533 e gli succedette il figlio Ratsada, che aveva appena 5 anni e fu assassinato dopo 5 mesi da Chairacha, fratellastro di Borommaracha IV. Chairacha usurpò il trono e vi rimase fino al 1546, quando fu avvelenato da una delle proprie concubine, Sri Sudachan, che riuscì a farsi nominare reggente del nuovo re Yot Fa, l'undicenne figlio di Chairacha. Sri Sudachan, che era una discendente della dinastia di Uthong, fece uccidere nel 1548 il giovane sovrano e ottenne che il trono fosse affidato al proprio amante Worawongsa, a sua volta membro della casa reale di Uthong. Dopo soli 57 giorni di regno, l'usurpatore Worawongsa e l'amante Sri Sudachan furono uccisi in un'imboscata e venne acclamato re Maha Chakkraphat, un altro figlio di Ramathibodi II.
Maha Chakkraphat sarebbe stato il penultimo sovrano della dinastia di Suphannaphum ed avrebbe lasciato per due volte il trono al figlio Mahinthra Thirat. Ayutthaya fu invasa dall'esercito birmano del Regno di Toungoo e ne divenne uno stato vassallo nel 1564. La ribellione del 1568 fu soffocata dai birmani, che l'anno seguente espugnarono Ayutthaya, deportarono l'intera famiglia reale ed issarono sul trono siamese Maha Thammaracha, il capostipite della dinastia di Sukhothai.